# Kombineret malon- og methylmalonsyreuri
Kombineret malon- og methylmalonsyreuri (Engelsk: Combined malonic and methylmalonic aciduria, CMAMMA), også kaldet kombineret malon- og methylmalonsyreæmi, er en arvelig metabolisk sygdom, der er karakteriseret ved forhøjede niveauer af malonsyre og methylmalonsyre. Nogle forskere har stillet den hypotese, at CMAMMA kan være en af de mest almindelige former for methylmalonsyreæmi og muligvis en af de mest almindelige medfødte fejl i stofskiftet. På grund af at den sjældent diagnosticeres, forbliver den oftest uopdaget.

## Symptomer og tegn
De kliniske fænotyper af CMAMMA er meget heterogene og spænder fra asymptomatiske, milde til alvorlige symptomer. Den underliggende patofysiologi er endnu ikke forstået. Følgende symptomer er rapporteret i litteraturen:
- Metabolisk acidose [7][5][8]
- Koma [2][6]
- Hypoglykæmi [2][7][6]
- Anfald [2][7][5][8]
- Mave-tarm sygdom [5][8]
- Udviklingsforsinkelse [2][5][8]
- Taleforsinkelse [1][2][4]
- Manglende trivsel [2]
- Psykiatrisk sygdom [2]
- Hukommelsesproblemer [2]
- Kognitiv tilbagegang [2]
- Encefalopati [4]
- Kardiomyopati [7][5][8]
- Dysmorfe træk [5][8]

Når de første symptomer forekommer i barndommen, er de mere sandsynligt at være intermediære metaboliske forstyrrelser, mens de hos voksne normalt er neurologiske symptomer.

## Årsager
CMAMMA kan efter årsagssammenhæng opdeles i to separate arvelige lidelser: Den ene er en mangel på det mitokondrielle enzym acyl-CoA-synthetase-familiemedlem 3, der er kodet af ACSF3-genet (OMIM#614265); den anden lidelse er en malonyl-CoA-decarboxylasemangel, der er kodet af MLYCD-genet (OMIM#248360).

## Diagnose
På grund af en bred vifte af kliniske symptomer og fordi CMAMMA i vid udstrækning slipper igennem screeningsprogrammer for nyfødte, menes det at være en underkendt tilstand.

### Screeningprogrammer for nyfødte
Da CMAMMA som følge af ACSF3 ikke resulterer i ophobning af methylmalonyl-CoA, malonyl-CoA eller propionyl-CoA, og der ses heller ikke abnormiteter i acylcarnitinprofilen, påvises CMAMMA ikke af standardiserede blodbaserede screeningprogrammer for nyfødte.
Et særligt tilfælde er provinsen Quebec, som ud over blodprøven også screener urin på den 21. dag efter fødslen med Quebec Neonatal Blood and Urine Screening Program (Quebecs program for neonatal blod- og urinscreening). Dette gør Quebec-provinsen interessant for CMAMMA-forskningen, da den repræsenterer den eneste patientkohorte i verden uden selektionsbias.

### Forholdet mellem malonsyre og methylmalonsyre
Ved at beregne forholdet mellem malonsyre og methylmalonsyre i plasma kan en CMAMMA klart adskilles fra en klassisk methylmalonsyreæmi. Dette gælder både for B12-vitaminresponsorer og ikke-responsorer i forbindelse med methylmalonsyreæmi. Anvendelse af malonsyreværdier og methylmalonsyreværdier fra urinen er ikke egnet til at beregne dette forhold.
Ved CMAMMA som følge af ACSF3 overstiger niveauet af methylmalonsyre niveauet af malonsyre. I modsætning hertil gælder det omvendte for CMAMMA som følge af malonyl-CoA-decarboxylasemangel.

### Genetisk testning
CMAMMA kan diagnosticeres ved analyse af ACSF3- og MLYCD-generne. Udvidet bærescreening i forbindelse med fertilitetsbehandling kan også identificere bærere af mutationer i ACSF3-genet.